# 王廙
王 廙（おう よく、咸寧2年（276年）- 永昌元年10月9日（322年11月4日））は、中国の晋代の軍人・政治家。字は世将。本貫は琅邪郡臨沂県。王羲之の叔父。

## 経歴
尚書郎の王正の子として生まれた。若くして文章を得意とし、多方面の才芸に通じた。書画に巧みで、音楽や弓射や馬車の統御、六博や囲碁や雑伎を好んだ。司馬越に召し出されて太傅掾となり、参軍に転じた。光熙元年（306年）、恵帝を洛陽に迎えるのに参与し、武陵県侯に封じられた。尚書郎に任じられ、濮陽郡太守として出向した。琅邪王司馬睿が江南に駐屯すると、王廙は太守の任を棄てて長江を南へ渡った。司馬睿の下で司馬となり、廬江郡太守や鄱陽国内史をつとめた。周馥の乱や杜韜の乱の討伐に参加し、功績を重ねて封邑を増やした。冠軍将軍に任じられて、石頭に駐屯し、丞相軍諮祭酒を兼ねた。
建興3年（315年）、王敦は荊州刺史の陶侃が勢力を築くのを嫌って、陶侃に代えて王廙を寧遠将軍・荊州刺史に推挙した。荊州の将吏の馬俊や鄭攀らは陶侃を留任させるよう上書したが、王敦は許さなかった。荊州に赴任しようとした王廙は馬俊らの襲撃を受け、江安に逃れた。建武元年（317年）、杜曾の反乱軍が馬俊や鄭攀とともに襄陽から第五猗を迎えて王廙と対峙した。王廙は諸軍を率いて杜曾を攻撃したが、また杜曾に敗れた。王敦が湘州刺史の甘卓や豫章郡太守の周広らに王廙を救援させて杜曾を攻撃し、王廙は荊州に入ることができた。王廙は荊州で陶侃時代の将軍や補佐官たちを処断し、皇甫方回を殺害したことから、荊州での人望を失墜させた。
大興元年（318年）、元帝（司馬睿）が即位すると、王廙は「中興賦」一篇を献上した。王廙は元帝に召還されて輔国将軍となり、散騎常侍の位を加えられた。母が死去すると、離職して喪に服した。喪が明けると、征虜将軍の号を受けた。さらに左衛将軍に進んだ。
永昌元年（322年）、王敦が反乱を起こすと、元帝は王廙を王敦のもとに派遣して説得させた。王廙は王敦を諫めることができないと知ると、王敦のもとに留まって、反乱に協力した。王敦の第一次反乱が王敦側の勝利に終わると、王廙は平南将軍・領護南蛮校尉・荊州刺史となった。また、王敦に抵抗した譙王司馬承を荊州への護送中に賊を差し向けて殺害した。同年10月に病没した。享年は47。侍中・驃騎将軍の位を追贈された、諡は康といった。

## 子女
- 王頤之（後嗣、東海国内史）
- 王胡之（字は修齢。郡太守・侍中・丹陽尹を歴任した。後趙の石虎が死去すると、胡之は東晋による河南統治のために西中郎将・司州刺史・仮節に任じられたが、病のため固辞し、赴任することなく死去した）
- 王耆之（字は修載。鄱陽郡太守）
- 王羨之（鎮軍将軍掾）

## 伝記資料
- 『晋書』巻76 列伝第46